# Cuchi
Cuchi és un municipi de la província de Cuando Cubango. Té una extensió de 10.621 km² i 42.899 habitants. Comprèn les comunes de Cuchi, Cutato, Chinguanja i Vissati. Limita al nord amb el municipi de Chitembo, a l'est amb el municipi de Menongue, al sud amb el municipi de Cuvelai, i a l'oest amb el municipi de Cuvango. Té una estació del ramal sud del Caminho de Ferro do Namibe.